# غريشا بروميل
غريشا بروميل (مواليد 9 يناير 1995) هو لاعب كرة قدم ألماني يلعب في مركز خط الوسط في نادي هوفنهايم.

## روابط خارجية
- غريشا بروميل على موقع قاعدة بيانات كرة القدم.إي يو (الإنجليزية)
- غريشا بروميل على موقع Soccerway.com (الإنجليزية)
- غريشا بروميل على موقع عالم كرة القدم.نت (الإنجليزية)
- غريشا بروميل على موقع اللجنة الأولمبية الدولية (الإنجليزية)
- غريشا بروميل على موقع أوليمبيديا (الإنجليزية)
- غريشا بروميل على موقع اللجنة الأولمبية الألمانية (الألمانية)